# Mitrovački glasnik
Mitrovački glasnik je bio hrvatski časopis koji je izlazio u Mitrovici od 1912., a prestao izlaziti 1913. godine. Pokrenuli su ga mitrovački Hrvati. List je bio usmjeren ka gospodarstvu, obrtu, trgovini i pouci. Uređivao ga je Ivan Cunjak. Za Mitrovački glasnik pisao je hrvatski pripovjedač, pjesnik, glazbenik i jezikoslovac Josip Andrić u kojem je 1913. objavio književne radove, feljtone, kritike, rasprave i članke o povijesnim, političkim, vjerskim, kulturološkim i gospodarskim temama.